# Asesinato de Shanda Sharer
Shanda Renée Sharer (6 de junio de 1979 - 11 de enero de 1992) fue una niña estadounidense que fue torturada y quemada por otras cuatro chicas en Madison, Indiana. Tenía 12 años al momento de su asesinato. El incidente atrajo incluso atención internacional debido tanto a la brutalidad del crimen como a la juventud de sus perpetradoras, quienes tenían entre 15 y 17 años. El caso fue cubierto por las cadenas televisivas nacionales y por programas de entrevistas, y ha sido abordado en episodios en diferentes programas sobre crímenes.

## Shanda Sharer
Shanda Sharer nació en el Hospital Comunal de Pineville, en Pineville, Kentucky, el 6 de junio de 1979 y sus padres fueron Stephen Sharer y su mujer, Jacqueline, quién luego fue conocida como Jacqueline Vaught. Luego de que sus padres se divorciaran, su madre volvió a contraer matrimonio y la familia se mudó a Louisville. Allí, Sharer asistió en quinto y sexto grado a la Escuela de St. Paul, en donde participó en los equipos de animadoras, voleibol y softbol. Luego del segundo divorcio de su madre, la familia se mudó, en junio de 1991, a New Albany, Indiana, y Sharer se apuntó a la Escuela de Hazelwood. Temprano ese mismo año, se transfirió a una escuela católica en New Albany, en donde se unió al equipo femenino de baloncesto.

## Perpetradoras involucradas en el crimen

### Melinda Loveless
Melinda Loveless nació en New Albany el 28 de octubre de 1975, como la menor de las tres hijas de Marjorie y Larry Loveless. Larry fue arrastrado al ejército durante la guerra de Vietnam y aunque quedó horriblemente marcado emocionalmente, fue tratado como un héroe a su regreso. Marjorie luego lo describió como un desviado sexual que gustaba de vestir la ropa interior de ella y de sus hijas, incapaz de mantenerse monógamo y que tenía una mezcla de celos y fascinación de verla a ella tener sexo con otros hombres y mujeres. Vivieron en New Albany o sus alrededores durante la infancia de Melinda.
Larry trabajó de manera irregular para el ferrocarril sureño luego de su servicio militar y su profesión le permitía trabajar cuando le era conveniente. En 1965, Larry se volvió un oficial en pruebas en el departamento de Policía de New Albany, pero fue despedido ocho meses después cuando él y su compañero asaltaron a un hombre afroamericano a quién Larry acusó de haberse acostado con su mujer. En 1988, Larry trabajó durante un corto período como cartero, pero renunció tres meses después, luego de entregar muy pocas cartas, ya que la mayoría del correo se lo llevaba a casa para destruirlo.
Marjorie trabajó intermitentemente desde 1974. Cuando ambos padres se encontraban trabajando, la familia tenía una posición económica relativamente buena, viviendo en los suburbios de clase media-alta de Floyd Knobs, Indiana. Larry, quien era violento y abusivo, no solía compartir sus ingresos con la familia y gastaba cualquier dinero impulsivamente en él mismo, especialmente en armas de fuego, motocicletas y autos. Se declaró en bancarrota en 1980. Algunos familiares indicaron que las hijas de los Loveless visitaban sus hogares hambrientas y con apariencia de no recibir suficiente alimento en casa.
Los Loveless frecuentaban varios bares en Louisville, en los cuales Larry fingía ser un doctor o un dentista y presentaba a Marjorie como su novia. También acostumbraba a "compartirla" con algunos de sus amigos y colegas del trabajo, algo que ella encontraba asqueroso. Durante una orgía con otra pareja en su casa, Marjorie intentó suicidarse, un acto que repetiría varias veces durante la infancia de sus hijas. Cuando Melinda tenía nueve años, Larry sometió a Marjorie a una violación en grupo, luego de lo cual ella intentó ahogarse a sí misma. Pasado este incidente, ella le negó sexo a Larry durante un mes, hasta que él volvió a violarla mientras sus hijas oían el evento a través de una puerta cerrada. En el verano de 1986, luego de que ella no le permitiera regresar a casa con dos mujeres que había conocido en un bar, Larry golpeó a Marjorie tan severamente que tuvo que ser hospitalizada; luego de esto, Larry fue condenado por agresión.
El alcance del abuso de Larry hacia sus hijas y hacia otros niños no está del todo claro. Varios testimonios de la corte alegan que acosó a Melinda cuando era una niña, abusó de la hermana de Marjorie, de 13 años de edad, y que acosó al primo de las niñas, Teddy, durante los 10 a los 14 años. Sus dos hijas mayores declararon que él las había acosado, aunque Melinda nunca admitió que esto le hubiera ocurrido a ella. Melinda durmió en la misma cama junto a él hasta que abandonó la familia a la edad de 14 años. En la corte, Teddy describió un incidente en el cual Larry ató a las tres hermanas en el garaje del hogar y las violó sucesivamente, sin embargo, las hermanas no confirmaron este hecho. Larry era verbalmente abusivo hacia sus hijas y disparó un arma de fuego en dirección a la hermana mayor de Melinda, Michelle, cuando tenía 7 años, fallando intencionadamente. Tenía la costumbre de avergonzar a sus hijas al recoger su ropa interior y olerlas en frente de otros miembros de la familia.
Durante dos años, comenzando cuando Melinda tenía 5, la familia se involucró profundamente con la iglesia Bautista de Graceland. Larry y Marjorie confesaron completamente sus actividades y juraron renunciar a la bebida y al intercambio de parejas mientras fueran miembros de la iglesia. Larry se convirtió en un pastor bautista y Marjorie consiguió trabajo como enfermera en la escuela. La iglesia luego ordenó que Melinda fuera llevada a una habitación de hotel con un hombre de 50 años para un exorcismo de 5 horas de duración. Más tarde, Larry se convirtió en un consejero matrimonial dentro de la iglesia y adquirió la reputación de ser muy abierto con las mujeres, incluso llegando a intentar violar a una de ellas. Luego de ese incidente, los Loveless abandonaron la iglesia y regresaron a sus antiguas profesiones y vicios.
En noviembre de 1990, luego de que Larry fuera sorprendido espiando a Melinda y una amiga suya, Marjorie lo atacó por la espalda con un cuchillo. Fue enviado al hospital luego de intentar agarrarlo con sus manos. Luego de esto, Marjorie intentó suicidarse nuevamente y sus hijas llamaron a las autoridades. A raíz de este episodio, Larry solicitó el divorcio y se mudó a Avon Park, Florida. Melinda se sintió devastada, especialmente cuando Larry volvió a casarse. Durante un tiempo él le enviaba cartas, manipulando sus emociones, pero finalmente cesó toda comunicación con ella.

### Laurie Tackett
Mary Laurine "Laurie" Tackett nació el 5 de octubre de 1974 en Madison, Indiana. Su madre era una cristiana pentecostal fundamentalista y su padre un obrero de fábrica doblemente convicto en los años 60. Tackett dijo haber sido abusada al menos en dos ocasiones a la edad de 5 y 12 años. En mayo de 1989, su madre descubrió que en la escuela se cambiaba de ropa para vestir vaqueros y, luego de un enfrentamiento, intentó estrangularla. Tras este incidente, trabajadores sociales se involucraron en el asunto y los padres de Laurie acordaron con ellos visitas sorpresa para asegurar que la niña no sufría abusos. Laurie y su madre continuaron teniendo conflictos periódicos y, en un punto, la madre de Laurie se dirigió hasta el hogar de Hope Rippey luego de enterarse de que el padre de Rippey le había comprado una tabla ouija a las niñas. Ella demandó que la tabla fuera quemada y la casa de los Rippey exorcizada.
Laurie se volvió progresivamente más rebelde luego de su cumpleaños número 15 y cada vez más fascinada con el ocultismo. A menudo intentaba impresionar a sus amigas fingiendo estar poseída por el espíritu de "Deanna el Vampiro". Laurie comenzó a autoflagelarse, especialmente a partir de 1991 cuando comenzó a salir con una chica que practicaba la automutilación. Sus padres descubrieron sus heridas y la ingresaron en un hospital el 19 de marzo de 1991. Se le prescribió un antidepresivo y fue dada de alta. Dos días después, junto a su novia y a Toni Lawrence, Laurie se cortó profundamente las muñecas y fue regresada al hospital. Luego de tratar sus heridas, fue admitida en un hospital psiquiátrico. Laurie fue diagnosticada con trastorno límite de la personalidad y confesó haber experimentado alucinaciones desde que era niña. Fue dada de alta el 12 de abril. Abandonó la escuela en septiembre de 1991.
Laurie permaneció en Louisville en octubre de 1991 para vivir con varios amigos. Allí conoció a Melinda Loveless y las dos se volvieron amigas a finales de noviembre. Ese mismo mes, Laurie se mudó nuevamente a Madison bajo la promesa de que su padre le compraría un auto. Igualmente pasaba la mayor parte de su tiempo en Louisville y New Albany, y en diciembre, junto a Melinda.

### Hope Rippey
Hope Anna Rippey nació el 9 de junio de 1976 en Madison. Su padre era ingeniero en una planta de energía. Sus padres se divorciaron en febrero de 1984, y se mudó con su madre y sus parientes a Quincy, Míchigan, durante tres años. Declaró más tarde que vivir con su familia en Míchigan había sido algo turbulento. Sus padres reanudaron su relación en Madison en 1987. Volvió a reunirse con sus amigas Laurie Tackett y Toni Lawrence, a quienes conocía desde la infancia, aunque los padres de éstas veían a Laurie como una mala influencia. Al igual que las otras muchachas, Rippey comenzó a automutilarse a la edad de 15 años.

### Toni Lawrence
Toni Lawrence nació en Madison el 14 de febrero de 1976. Su padre era calderero. Era amiga de la infancia de Rippey. Sufrió abusos de un familiar a la edad de 9 años y fue violada por un adolescente un poco mayor a la edad de 14, aunque la policía solo pudo ordenar una orden de alejamiento para mantener al muchacho lejos de Lawrence. Inició terapia luego del incidente pero no prosiguió con la misma. Se volvió promiscua, comenzó a automutilarse e intentó suicidarse en octavo grado.

## Eventos antes del asesinato
En 1990, Melinda Loveless, de 14 años, comenzó a salir con otra muchacha llamada Amanda Heavrin. Luego de que el padre de Melinda dejara la familia y su madre contrajera matrimonio nuevamente, comenzó a comportarse erráticamente. Se involucraba en peleas en la escuela y reportó sentirse deprimida, lo que resultó en recibir terapia profesional. En marzo de 1991, Melinda salió del armario ante su madre, quien inicialmente se enfureció pero finalmente lo aceptó. Con el paso del tiempo, la relación de Melinda y Amanda se deterioraba.
Amanda conoció a Shanda Sharer al inicio del semestre en otoño, cuando se involucraron en una pelea entre sí. Sin embargo, mientras se encontraban castigadas, se volvieron amigas y luego comenzaron a intercambiar cartas de amor. Melinda sintió celos inmediatamente de la relación entre Amanda y Shanda. A principios de octubre de 1991, Amanda y Shanda comenzaron a asistir a una escuela de danza, lugar en el que Melinda las confrontó. Aunque Amanda y Melinda nunca finalizaron formalmente su relación, Melinda comenzó a salir con una muchacha mayor que ella.
Luego de que Amanda y Shanda asistieran a un festival juntas a finales de octubre, Melinda comenzó a verbalizar sus intenciones de asesinar a Shanda y a amenazarla públicamente. Preocupados por los efectos de la relación de su hija con Amanda, sus padres la transfirieron a una escuela católica a finales de noviembre. Amanda declaró que envió las cartas en las que Melinda amenazaba de muerte a Shanda a un "fiscal juvenil" pero que dicho fiscal nunca hizo nada al respecto según su conocimiento.

## Eventos del 10-11 de enero de 1992

### Pre-secuestro
En la noche del 10 de enero de 1992, Toni Lawrence (de 15 años), Hope Rippey (15) y Laurie Tackett (17) condujeron en el vehículo de Laurie desde Madison hasta el hogar de los Loveless en New Albany. Hope y Toni, siendo amigas de Laurie, no conocían a Melinda (16). Al llegar al lugar, tomaron prestadas algunas prendas de Melinda y ella les mostró un cuchillo, diciéndoles que iba a asustar a Shanda con el. Mientras que Laurie, Toni y Hope nunca habían conocido a Shanda antes de esa noche, Laurie ya conocía los planes de intentar intimidar a la niña de 12 años. Melinda le explicó a las otras dos muchachas que sentía repulsión por Shanda por ser una imitadora y por robarle a su novia.
Laurie permitió que Hope condujera a las muchachas hasta Jeffersonville, en donde Shanda se quedaba con su padre los fines de semana, parando en un McDonalds para solicitar direcciones. Llegaron al hogar de Shanda antes de anochecer. Melinda indicó a Hope y Toni dirigirse hasta la puerta de entrada y presentarse como amigas de Amanda (la exnovia de Melinda y la actual novia de Shanda), y luego invitar a Shanda a visitar a Amanda, quien la esperaba en "Witch's Castle", unas ruinas ubicadas en una colina aislada que daba al río Ohio.
Sharer dijo que no podía acompañarlas porque sus padres estaban aún despiertos y le pidió a las muchachas que regresaran alrededor de medianoche, unas horas más tarde. Melinda se enfureció en un principio, pero Hope y Toni la convencieron de que regresarían más tarde por Shanda. Las cuatro jóvenes cruzaron el río y asistieron a un concierto de punk rock de la banda Sunspring en un parque de patinaje cerca de la Interestatal 65. Lawrence y Rippey perdieron interés rápidamente en la música y se dirigieron al estacionamiento, en donde participaron en actividades sexuales con dos muchachos en el auto de Laurie Tackett.
Luego, las cuatro jóvenes se dirigieron nuevamente a la casa de Shanda. Durante el viaje, Melinda dijo que no podía esperar para matar a Shanda, sin embargo, luego repitió que sólo tenía la intención de usar el cuchillo para asustarla. Cuando llegaron al hogar de los Sharer alrededor de las 12:30 PM, Toni rechazó ir a buscar a Shanda, así que Laurie y Hope se dirigieron a la puerta. Melinda se escondió debajo de una sábana en el asiento trasero del auto con el cuchillo en mano.

### Secuestro
Hope le dijo a Shanda que Amanda todavía la estaba esperando en Witch's Castle. Shanda dudaba sobre ir o no con las muchachas, pero accedió luego de cambiarse la ropa. Mientras ingresaban al auto, Hope comenzó a interrogar a Shanda acerca de su relación con Amanda. Entonces Melinda saltó del asiento trasero, puso el cuchillo en el cuello de Shanda y comenzó a interrogarla acerca de sus presuntas actividades sexuales con Amanda. Condujeron hacia Utica, en dirección a Witch's Castle. Laurie le contó a las jóvenes que una leyenda local decía que la casa había sido habitada por nueve brujas y que la gente del pueblo la había quemado para deshacerse de ellas.
Una vez en Witch's Castle, las jóvenes llevaron a una Shanda sollozante adentro del lugar y le ataron los pies y las manos con una cuerda. Allí, Melinda se burló de Shanda diciéndole que tenía un cabello bonito y preguntándole cuán bonita se vería si se lo cortasen, lo que asustó a Shanda aún más. Melinda comenzó a quitarle a Shanda sus anillos y se los entregó a cada una de las jóvenes. En un punto, Hope le quitó su reloj de Mickey Mouse y bailó al compás de la música que producía. Laurie intimidó aún más a Shanda, diciéndole que el lugar estaba repleto de cadáveres humanos y que Shanda sería la siguiente. Para amenazar aún más a la niña, Laurie sacó una camiseta con un diseño impreso con una sonrisa del auto y le prendió fuego, pero luego temieron que el fuego fuera avistado por otros vehículos desde la carretera, así que se fueron con Shanda.
Durante el viaje, Shanda continuó rogándole a las jóvenes que la llevaran de regreso a su hogar. Melinda ordenó a Shanda quitarse el sujetador - físicamente parecía más mayor, de la misma edad que sus agresoras - que luego pasó a Hope, quién se quitó su propio sostén y se puso el de Shanda en su lugar mientras conducía. Al verse perdidas, se detuvieron en una gasolinera y taparon a Shanda con una manta. Mientras Laurie se dirigía a la tienda para pedir direcciones, Toni llamó a un muchacho que conocía en Louisville y conversó con él por unos minutos para disminuir su preocupación, pero no mencionó el secuestro de Shanda. Regresaron al auto pero al rato volvieron a perderse y se detuvieron en otra gasolinera. Allí, Toni y Hope avistaron a un par de muchachos con quienes charlaron un momento luego de dirigirse nuevamente al auto y emprender de nuevo el viaje, llegando al poco tiempo a los lindes de un bosque cerca del hogar de Laurie, en Madison.

### Tortura
Laurie las guio hasta una caseta abandonada en un área densamente forestal. Toni y Hope estaban asustadas del lugar boscoso así que se quedaron en el auto. Melinda y Laurie obligaron a Shanda a desvestirse hasta quedar solo en bragas, luego, Melinda agredió a Shanda a puñetazos. Después, golpeó repetidamente su cara contra su rodilla, lo que provocó cortes en la boca de Shanda al golpear con su propio aparato dental. Luego intentó cortar el cuello de Shanda pero el cuchillo estaba muy desafilado. Hope salió del auto para sostener a Shanda mientras Melinda y Laurie se turnaban para apuñalarla en el pecho. Luego la estrangularon con una cuerda hasta que se desmayó, la metieron en el maletero del auto y le dijeron a las otras jóvenes que estaba muerta.
Las jóvenes condujeron hasta la casa de Laurie en las cercanías y entraron para beber refrescos y limpiarse. Cuando oyeron a Shanda gritar en el maletero del auto, Laurie salió con un cuchillo de cocina y la apuñaló varias veces más, para regresar nuevamente unos minutos más tarde cubierta de sangre. Luego de lavarse, Laurie le leyó el futuro a las chicas con sus "piedras rúnicas". A las 2:30 AM, Toni y Hope se quedaron en el lugar mientras Laurie y Melinda salieron de "paseo", conduciendo hasta el pueblo cercano de Canaan. Shanda continuaba llorando y haciendo ruidos gorgoteantes, así que Laurie detuvo el vehículo. Cuando abrieron el maletero, Shanda se sentó de repente, cubierta de sangre y con los ojos en blanco, pero sin poder hablar. Laurie la golpeó con una llave de cruceta hasta que se quedó en silencio, alegando luego que había sentido su cráneo ceder bajo los impactos. También hubo reportes de que Shanda habría sido atacada sexualmente con la misma herramienta. Este asalto se produjo varias veces mientras las jóvenes conducían por el condado.
Melinda y Laurie regresaron al hogar de esta última justo antes del amanecer para limpiarse nuevamente. Hope preguntó sobre Shanda, y Laurie le describió risueñamente la tortura. La conversación despertó a la madre de Laurie, quién le gritó a su hija por estar despierta hasta la madrugada y traer visitas a casa, así que Laurie accedió a llevarlas nuevamente a sus hogares. Luego condujo hasta una pila de basura, en donde abrieron el maletero para mirar a Shanda, pero Melinda rehusó. Hope esparció Windex sobre el cuerpo de Shanda y se burló diciendo: "no te ves tan sexy ahora, o si?".

### Quemada viva

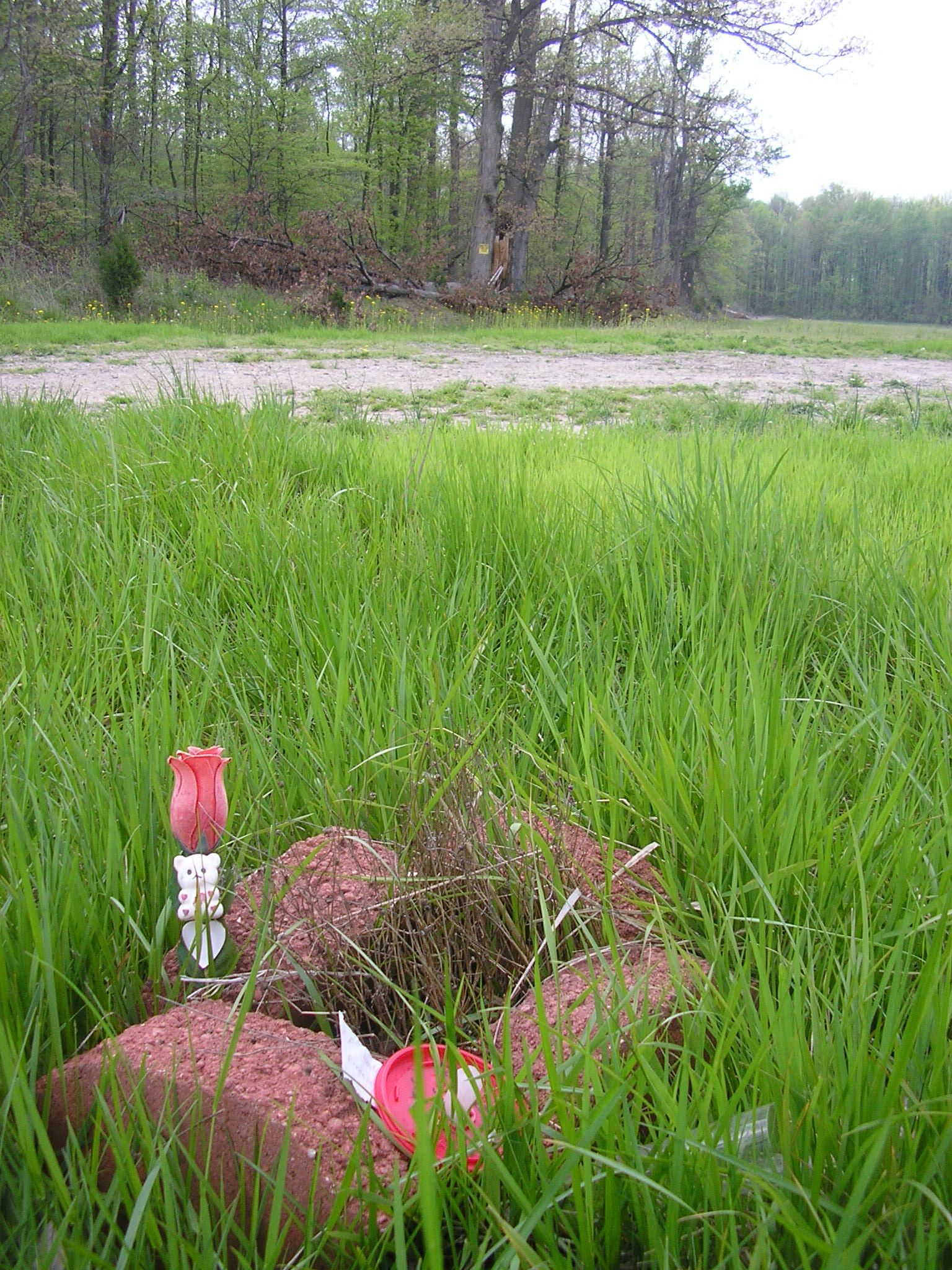
Monumento a Shanda en el lugar donde murió.

Las jóvenes condujeron hasta una gasolinera cerca de la escuela Madison Consolidated, cargaron gasolina en el vehículo y compraron una botella de 2 litros de Pepsi. Laurie tiró toda la bebida de la botella y la rellenó con gasolina. Condujeron hacia el norte de Madison, pasando la zona de entrenamiento militar de Jefferson Proving Ground, hacia Lemon Road, por la Ruta 421, un lugar conocido por Hope. Toni permaneció en el vehículo mientras Laurie y Hope envolvían a Shanda, quien todavía estaba con vida, en una manta, y la arrastraron hasta un campo no muy lejos del camino de grava rural. Laurie hizo que Hope vertiera la gasolina sobre Shanda y le prendieron fuego. Melinda no estaba convencida de que Shanda estuviese muerta, así que regresó unos minutos más tarde para verter el resto de gasolina sobre ella.
Las jóvenes fueron a un McDonalds alrededor de las 9:30 AM para desayunar, donde bromearon acerca de cómo una de las salchichas se parecía al cuerpo de Shanda. Toni llamó por teléfono a uno de sus amigos y le contó acerca del crimen. Después, Laurie dejó a Toni y Hope en sus hogares y finalmente regresó a su pueblo con Melinda. Le contaron a Amanda que habían asesinado a Shanda y pactaron recoger a Amanda más tarde ese mismo día.
Una amiga de Melinda, Crystal Wathen, visitó la casa de los Loveless y las jóvenes le contaron lo que habían hecho. Entonces, las tres muchachas fueron a recoger a Amanda y condujeron nuevamente hasta la casa de Melinda, en donde le contaron la historia completa. Tanto Amanda como Crystal se negaban a creerlas hasta que Laurie les mostró el maletero del auto en donde se encontraban las salpicaduras sangrientas y las medias de Shanda. Amanda se horrorizó y pidió ser llevada de inmediato a su hogar. Cuando llegaron, Melinda besó a Amanda, le dijo que la amaba y le pidió no contarle a nadie lo sucedido. Amanda prometió no hacerlo antes de ingresar a su hogar.

## Investigación
Temprano la mañana del 11 de enero de 1992, dos hermanos de Canaan estaban conduciendo hacia el campo de entrenamiento militar de Jefferson Proving Ground para ir a cazar codornices, cuando notaron un bulto al costado del camino. Inicialmente pensaron que se trataba de un maniquí de algún tipo, pero después de descender del vehículo se dieron cuenta de que claramente era el cuerpo calcinado de una niña. Llamaron a la policía a las 10:55 AM y se les pidió que regresaran a donde se encontraba el cuerpo. David Camm, quién luego fuera absuelto por los crímenes de su propia familia, fue uno de los oficiales que respondieron al aviso. El Sheriff del condado de Jefferson, Buck Shippley y los detectives comenzaron la investigación, recolectando evidencia forense en la escena. Inicialmente sospecharon que se trataba de un trato por drogas que había salido mal y no creían que el crimen hubiera sido cometido por locales. También notaron que el cuerpo se encontraba colocado en una posición sugerente, lo que evidentemente demostraba que el hecho se había cometido con intenciones. También se encontró que la cara y manos de la víctima habían sido especialmente quemadas en un intento de mantenerla irreconocible.
El padre de Shanda se dio cuenta de que su hija estaba desaparecida también temprano el 11 de enero. Luego de llamar a sus vecinos y amigos por teléfono, se comunicó con su exesposa, la madre de Shanda, a las 1:45 PM. Se encontraron en la oficina del sheriff del condado de Clark y rellenaron un informe policial de persona desaparecida.
A las 8:20 PM, Toni y Hope, claramente histéricas, se dirigieron a la oficina de policía del condado de Jefferson acompañadas por sus padres. Dieron declaraciones incoherentes, identificando a la víctima como "Shanda", mencionando a otras dos jóvenes involucradas y describiendo los eventos de la noche anterior. Luego de cruzar datos con los otros condados, Shippley contactó al sheriff del condado de Clark y finalmente fueron capaces de vincular el cuerpo de Shanda con el informe de persona desaparecida.
Los detectives consiguieron los registros dentales que identificaron positivamente a Shanda como la víctima. Melinda Loveless y Laurie Tackett fueron arrestadas el 12 de enero. El grueso de la evidencia que permitió la orden de arresto provenía de las declaraciones de Toni Lawrence y Hope Rippey. La fiscalía declaró inmediatamente sus intenciones de juzgar a Melinda y Laurie como adultas. Por varios meses, la fiscalía y los abogados defensores, no revelaron ninguna información respecto al caso, dando a los medios sólo las declaraciones hechas por Toni y Hope.

## Proceso Judicial

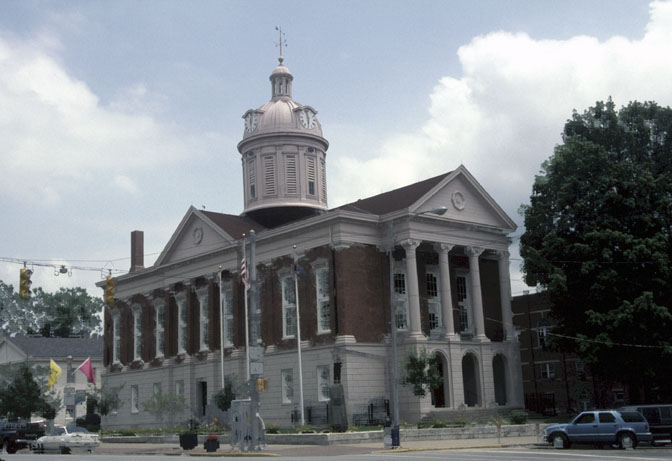
Palacio de Justicia del condado de Jefferson en Madison, Indiana

Las cuatro jóvenes fueron juzgadas como adultas. Para evitar la pena de muerte, todas aceptaron tratos de colaboración.

### Factores atenuantes
Las cuatro jóvenes tenían un pasado turbulento, con un historial de abuso sexual o físico cometido por uno de sus padres o algún otro adulto. Toni Lawrence, Hope Rippey y Laurie Tackett tenían historial de comportamiento autolesionador. Tackett había sido diagnosticada con trastorno límite de la personalidad y sufría alucinaciones. Melinda, mayormente indicada como la cabecilla del ataque, tenía el historial más amplio de abuso y trastornos mentales.

### Sentencias
Laurie Tackett y Melinda Loveless fueron sentenciadas a 60 años de prisión, a cumplir en la cárcel de mujeres de Indiana, en Indianápolis. Tackett fue liberada en 2018 y cumplió libertad condicional por un año. Loveless fue liberada en 2019. Hope Rippey fue sentenciada a 60 años, con 10 años suspendidos por circunstancias mitigantes, más 10 años de libertad condicional supervisada. Por apelación, un juez redujo su sentencia a 35 años. A cambio de su cooperación, a Toni Lawrence se le permitió declararse culpable a un cargo de confinamiento criminal y fue sentenciada a un máximo de 20 años.

### Apelaciones
En octubre de 2007, el abogado de Melinda, Mark Small, solicitó una audiencia para discutir la liberación de su cliente. Dijo que Melinda sufría de un "profundo retraso" por abusos en su infancia. Además, dijo que no había sido representada y aconsejada correctamente por su abogado asignado durante su sentencia, lo que causó que acepte un trato basándose en presunciones exageradas sobre su posibilidad de recibir la pena de muerte. Small también dijo que Melinda, quién tenía 16 años cuando firmó el acuerdo, era muy joven para entrar en una relación contractual con el estado de Indiana sin el consentimiento de un padre o curador, el cual no había sido otorgado. Si el juez aceptaba estos argumentos, Melinda podría haber sido re-juzgada o liberada inmediatamente.
El 8 de enero de 2008, la petición de Melinda fue rechazada por el juez del distrito de Jefferson, Ted Todd. En lugar de eso, Melinda sería elegible para libertad condicional luego de 15 años, manteniendo de esta forma el acuerdo original. El 14 de noviembre de 2008, la apelación de Melinda fue rechazada por la corte de apelaciones de Indiana, apoyando la decisión del juez Todd. Small declaró que buscaría que la jurisdicción del caso pasase a la Suprema Corte de Indiana.
Toni Lawrence fue liberada el 14 de diciembre de 2000, luego de 9 años de cárcel. Permaneció en libertad condicional hasta el 2002.
El 28 de abril de 2006, Hope Rippey fue liberada de la prisión de mujeres de Indiana, bajo libertad condicional, luego de cumplir 14 años de su sentencia original. Permaneció en libertad condicional por 5 años hasta abril de 2011.
Laurie Tackett fue liberada del centro correccional de Rockville el 11 de enero de 2018, durante el vigésimo sexto aniversario de la muerte de Shanda, luego de servir casi 26 años, y completó un año de libertad condicional.
Melinda fue liberada de la prisión de mujeres de Indiana el 5 de septiembre de 2019. Luego de cumplir más de 26 años, deberá cumplir su libertad condicional en el condado de Jefferson, Kentucky.

## Repercusiones
Durante la audiencia testimonial de Melinda, un extenso testimonio de la corte reveló que su padre Larry había abusado de su esposa, sus hijas y otros niños. Consecuentemente, fue arrestado en febrero de 1993 bajo los cargos de violación, sodomía y agresión sexual. La mayoría de sus crímenes ocurrieron desde 1968 hasta 1977. Larry permaneció en prisión por alrededor de 2 años esperando juicio, sin embargo, un juez finalmente declaró que todos sus cargos, a excepción de un cargo de agresión sexual, debían ser retirados debido a prescripción, el cual tenía un tiempo de 5 años en Indiana. Larry Loveless se declaró culpable del cargo de agresión sexual y fue sentenciado a tiempo cumplido y liberado en junio de 1995. Unas semanas más tarde luego de su liberación, Larry intentó, sin éxito, demandar a la cárcel del condado de Floyd por una suma de 39 millones de dólares en la corte federal, alegando que había sufrido castigos crueles e inusuales durante sus 2 años de encarcelamiento. Algunas de sus quejas incluían el no haberlo dejado dormir en su cama durante el día o leer el periódico.
El padre de Shanda, Steven Sharer, murió de alcoholismo en 2005 a la edad de 53 años. En una entrevista con la madre de Shanda, Jacque Vaught, ella declaró que el padre de Shanda estaba completamente destruido por el asesinato de su hija, que "hizo todo lo que estuvo a su alcance para matarse a sí mismo, a excepción de poner un arma en su cabeza" y que "bebió hasta la muerte. Definitivamente murió debido a un corazón roto".
La fundación estudiantil Shanda Sharer fue establecida en enero de 2009. La fundación planeaba proveer de becas a dos estudiantes por año en New Albany; una para un estudiante que continuaba su educación y otra para un estudiante que comenzaba su carrera y debía comprar equipo y herramientas. En noviembre de 2018 la madre de Shanda, Jacque, dijo que la fundación ya no se encontraba en funcionamiento y que ya no aceptaba donaciones.
En 2012, la madre de Shanda hizo su primer contacto con Melinda Loveless desde los juicios, aunque indirectamente. Jacque donó un cachorro llamado Angel, como tributo a Shanda, para que Loveless lo entrenara en el programa de Asistencia Canina de Indiana (ICAN) a través del proyecto Project2Heal, que proveía de mascotas de servicio a gente con discapacidades. Loveless entrenó perros para el programa por varios años. Jacque dijo haber recibido críticas por su decisión, pero se defendió diciendo: "es mi decisión. Ella [Shanda] es mi hija. Si no permites que cosas buenas salgan de lo malo, nada mejora. Y sé lo que mi hija hubiera querido. Ella querría esto." Jacque dijo que esperaba donar un perro por año en honor a Shanda. Un documental producido por Episode 11 Productions, titulado "Charlie's Scars", presentó el proceso atravesado por Vaught hasta decidir permitir a Melinda entrenar perros en memoria de Shanda. El filme también incluye tres entrevistas con Loveless.

## En la cultura popular

### En literatura y obras de teatro
El crimen fue documentado en dos libros de crímenes reales, Little Lost Angel (Pequeño Ángel Perdido) de Michael Quinlan y Cruel Sacrifice (Sacrificio Cruel) de Aphrodite Jones; este último libro de Jones se convirtió en un bestseller del New York Times.
La historia fue convertida en una obra teatral por Rob Urbinati, llamada Hazelwood Jr. High, la cual incluía a Chloë Sevigny como Laurie Tackett. La obra fue estrenada por Samuel French, Inc. en septiembre de 2009.
El poema The Whole World Is Singing (Todo El Mundo Cantando) de Daphne Gottlieb, es relatado desde el punto de vista de Shanda Sharer e incluye líneas de notas escritas por Shanda para Amanda Heavrin.
El poema In God's Arms (En los Brazos de Dios) del autor Lacy Gray fue dedicado a la familia de Shanda. Se publicó el 8 de febrero de 1993 en el periódico The Evening News de Indiana, el 11 de mayo de 1995.

### En televisión
"Mean" (Malvado/a), un episodio de la quinta temporada de Law & Order: Special Victims Unit, está basado en el asesinato.
El episodio "The Sleepover" (La pijamada) de la segunda temporada de Cold Case está vagamente basado en el crimen.
En 2011, Dr. Phil estrenó un episodio de 2 partes que trataba el crimen, el cual presentó a la madre de Shanda y a su hermana Paige, quienes confrontaron ferozmente a Hope Rippey, como así también una entrevista a Amanda Heavrin.
El asesinato de Shanda fue cubierto en el primero de dos segmentos de la serie Killer Kids (Niños Asesinos) del canal Lifetime en un episodio titulado "Jealousy" (Celos), en julio de 2014.
La serie The 1990's: The Deadliest Decade, del canal Investigación Discovery, entrevistó a la madre de Shanda junto a los oficiales de policía que llevaron a cabo la investigación, en un episodio llamado "The New Girl" (La Chica Nueva), en noviembre de 2018.

### En el arte
La artista americana Marlene McCarty usó el asesinato de Shanda para su serie de cuadros llamada Murder Girls, pinturas que describían jóvenes mujeres asesinas, su sexualidad y sus relaciones. La pintura de McCarty se tituló Melinda Loveless, Toni Lawrence, Hope Rippey, Laurie Tackett y Shanda Sharer - 11 de enero, 1992 (1:39 AM) y actualmente se encuentra en exposición en una colección del Museo de Arte Contemporáneo de Los Ángeles.